# Perumazhakkalam
Perumazhakkalam (малаял. പെരുമഴക്കാലം; досл.: «Дождливый сезон») — индийский фильм-драма на языке малаялам режиссёра Камала. Сюжет повествует о женщине, которая, чтобы спасти мужа от смертной казни, пытается получить письмо о прощении у жены его жертвы. Главные роли исполнили Мира Жасмин, Кавья Мадхаван и Дилип.
Фильм вышел на экраны 12 ноября 2004 года, в день празднования Дивали. Картина была отмечена Национальной кинопремией Индии за лучший фильм на социальную тематику и пятью кинопремиями штата Керала. В 2006 году фильм пересняли на хинди под названием «Тонкие нити любви».

## Сюжет
Разия — молодая мусульманка, проживающая на берегу реки Каллай в Кожикоде и зарабатывающая украшением невест-мусульманок узорами хны накануне их свадьбы. Ганга — придерживающаяся традиционных взглядов женщина из касты брахманов, счастливо живущая в доме своего мужа у реки Калпати в Палгхате. У обеих есть маленький ребёнок, а их мужья работают в Саудовской Аравии. Обе женщины с нетерпением ждут, когда их мужья вернутся из Персидского залива.
Но новости приходят печальные, и Ганга вынуждена одеть одежду вдовы, что также вскоре грозит Разии, поскольку шариатский суд Саудовской Аравии приговаривает Акбара, мужа Разии, к смертной казни по обвинению в убийстве Рагху, мужа Ганги. Однако Акбар может быть помилован, если Ганга простит его. Разия, полная решимости пройти через любые испытания, чтобы спасти жизнь своего мужа, решает увидеть Гангу.

## В ролях
- Мира Жасмин[англ.] — Разия, жена Акбара
- Кавья Мадхаван[англ.] — Ганга
- Дилип[англ.] — Акбар, муж Разии
- Винит[англ.] — Рагху Рама Айер, муж Ганги
- Биджу Менон[англ.] — Джон Курувила
- Мамуккоя — Абду, отец Разии
- Садик[англ.] — Наджиб
- Салим Кумар[англ.] — Ааму Элаппа
- Каласала Бабу[англ.] — Кришна Айер
- Мала Аравиндан — Кунджикканнан
- Бабу Намбудири[англ.] — Мани Свами
- Шиваджи[англ.] — Вишну
- Валсала Менон[англ.] — Патти
- Рамья Набисан[англ.] — Нилима
- Раму[англ.] — MLA Салим Тангал

## Саундтрек
Вся музыка написана М. Джаячандраном.
| №  | Название                     | Текст песни  | Исполнители                                           | Длительность |
| -- | ---------------------------- | ------------ | ----------------------------------------------------- | ------------ |
| 1. | «Meharuba» (Version 1)       | Кайтапрам    | Джотсана Радхакришнан, Афсал                          | 4:37         |
| 2. | «Chentharmizhi»              | Кайтапрам    | Мадху Балакришнан, К. С. Читра, Шарада Кальянасундрам | 4:44         |
| 3. | «Kallayi Kadavathe»          | Кайтапрам    | Суджата Мохан, М. Джаячандран                         | 4:20         |
| 4. | «Rakkilithan» (Male Version) | Рафик Ахамед | Устад Файяз Хан, М. Джаячандран                       | 5:26         |
| 5. | «Aalolam»                    | Кайтапрам    | К. С. Читра                                           | 3:45         |
| 6. | «Meharuba» (Version 2)       | Кайтапрам    | Афсал                                                 | 4:38         |
| 7. | «Rakkilithan»                | Рафик Ахамед | Суджата Мохан, Устад Файяз Хан                        | 5:23         |

## Критика
Гитика Чандрахасан провела параллели с иранским фильмом «Новый день», вместе с которым Perumazhakkalam демонстрировался на Международном кинофестивале в Керале (IFFK), оба фильма затрагивают современные проблемы миграции и предательства невинности столичным коварством.
Шобха Уорриер с портала Rediff написала, что Perumazhakkalam — «эмоциональный фильм, сделанный очень деликатно. Для Камала, который последние несколько лет снимал только блокбастеры, это важный фильм как для режиссёра». 
Отзыв на сайте Webindia123.com отметил, что фильм «полностью ориентирован на женщин, и мужские персонажи не играют большого значения», добавив что обе актрисы достойно справились со своими ролями.

## Награды
Национальная кинопремия
- лучший фильм на другие социальные темы[4]

Кинопремия штата Керала
- лучшая женская роль — Кавья Мадхаван[5]
- лучший сюжет — Т. А. Раззак[5]
- лучшая музыка — М. Джаячандран[5]
- лучшая работа со звуком — Н. Харикумар[англ.][5]
- специальное упоминание — Мамуккоя[5]

Filmfare Awards South
- лучшая музыка к фильму на малаялам — М. Джаячандран[6]

фильм также получил 11 кинопремий Mathrubhumi, 7 премий Ассоциации кинокритиков Кералы, включая «лучший фильм» и «лучшую режиссуру», и 6 Asianet Film Awards.